# Krystyna Kabzińska
Krystyna Kabzińska z domu Orzechowska pseud. Krzna, Isia (ur. 18 listopada 1928 w Warszawie, zm. 24 września 2014 w Otwocku) – polska chemiczka, docent doktor habilitowany nauk chemicznych. Powstaniec warszawski, podporucznik Wojska Polskiego.

## Życiorys
Urodziła się jako Krystyna Orzechowska. Była córką Jana i Janiny z d. Raczyńskiej. Walczyła w powstaniu warszawskim jako łączniczka zgrupowania „Krybar”. Była jeńcem wojennym w obozie Oberlangen.
Habilitację uzyskała na Wydziale Chemii Uniwersytetu Warszawskiego. Była profesorem Wydziału Matematyczno-Przyrodniczego Akademii im. Jana Długosza w Częstochowie. Zajmowała także stanowisko dyrektora Muzeum Marii Skłodowskiej-Curie w Warszawie.
Była członkiem Komitetu Historii Nauki i Techniki Polskiej Akademii Nauk.

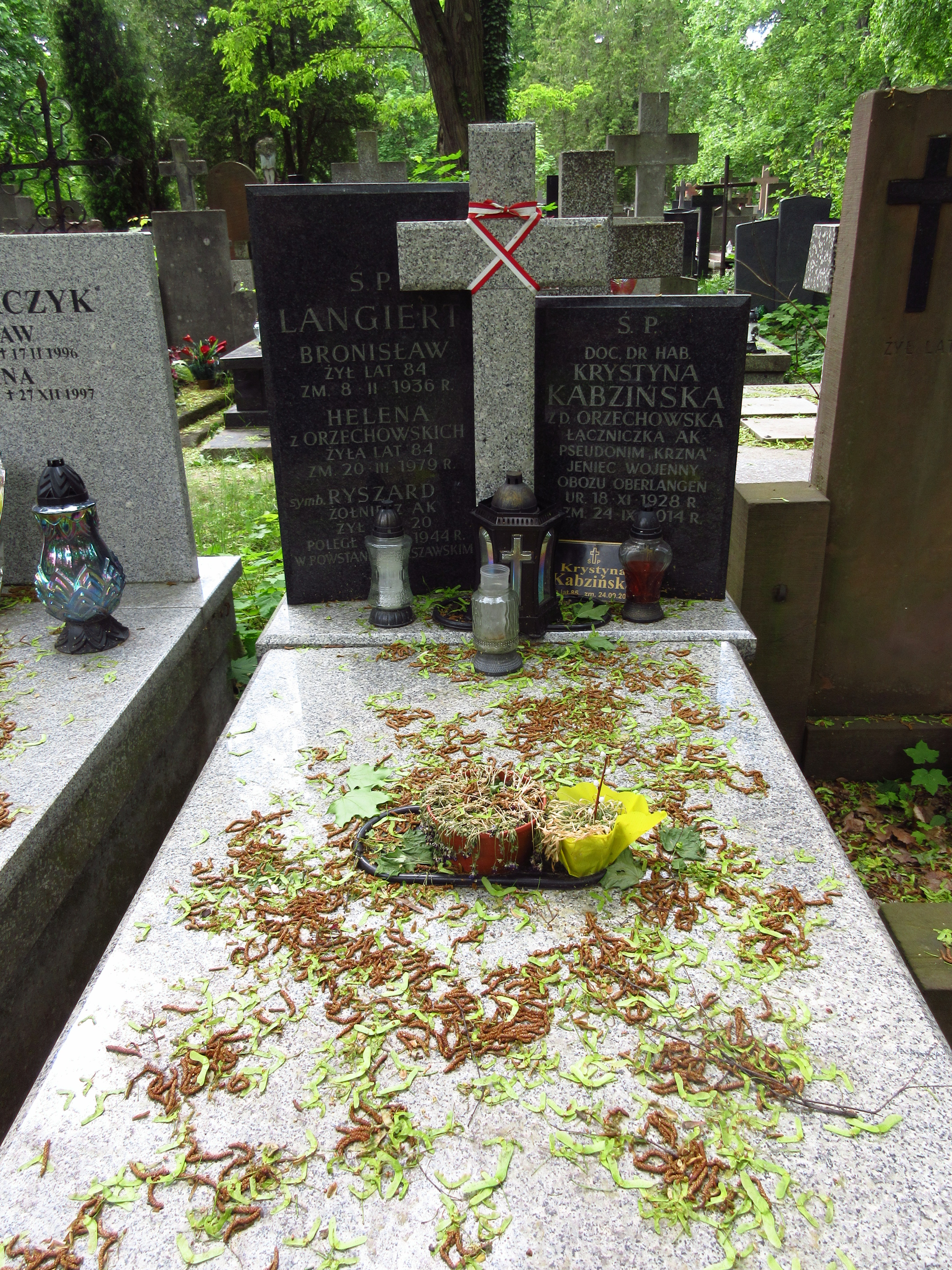
Grób docent Krystyny Kabzińskiej na Cmentarzu Bródnowskim.

1 października 2014 została pochowana na cmentarzu Bródnowskim w Warszawie (kwatera 39A-1-12).